# Karl-Heinz Kunkel
Karl-Heinz Kunkel (4 settembre 1926 – 18 luglio 1994) è stato un calciatore tedesco, di ruolo attaccante, che ha una presenza nella Nazionale di calcio della Saar.

## Statistiche

### Cronologia presenze e reti in Nazionale
| Cronologia completa delle presenze e delle reti in nazionale ― Saar | Cronologia completa delle presenze e delle reti in nazionale ― Saar | Cronologia completa delle presenze e delle reti in nazionale ― Saar | Cronologia completa delle presenze e delle reti in nazionale ― Saar | Cronologia completa delle presenze e delle reti in nazionale ― Saar | Cronologia completa delle presenze e delle reti in nazionale ― Saar | Cronologia completa delle presenze e delle reti in nazionale ― Saar | Cronologia completa delle presenze e delle reti in nazionale ― Saar |
| Data                                                                | Città                                                               | In casa                                                             | Risultato                                                           | Ospiti                                                              | Competizione                                                        | Reti                                                                | Note                                                                |
| ------------------------------------------------------------------- | ------------------------------------------------------------------- | ------------------------------------------------------------------- | ------------------------------------------------------------------- | ------------------------------------------------------------------- | ------------------------------------------------------------------- | ------------------------------------------------------------------- | ------------------------------------------------------------------- |
| 03/06/1956                                                          | Saarbrücken                                                         | Saar                                                                | 0 – 0                                                               | Portogallo                                                          | Amichevole                                                          | -                                                                   |                                                                     |
| Totale                                                              |                                                                     | Presenze                                                            | 1                                                                   |                                                                     | Reti                                                                | 0                                                                   |                                                                     |